# ワイヤーワーク
ワイヤーワークとは、手芸の一種で針金を使用して小物を制作すること。ワイヤークラフト。
18世紀のチェコで、調理器具を作っていた職人が、針金を用いて鍋敷きや調理用のラックなどの小物を作ったのが始まりと言われている。
現在では実用的な小物に限らず、アクセサリーや置物・人形なども作られる。

## 素材
いずれも金属の「針金」であることは共通しているが、作りたいものによって素材を使い分ける傾向にある。

### 実用的なもの・大きなもの等、ある程度の強度を必要とするもの
- ステンレス製針金
- アルミ製針金
- 真鍮製針金

### アクセサリー・小さい物など、強度よりも見た目を重視するもの
- 金線 - K10・K14・K18
- 銀線 - 925・950
- アーティスティックワイヤー - 銅線に色付けコーティングされたもの。色は多数あり。

## 工具
最低限「切る」「曲げる」ための道具さえあれば良い。
針金の太さや扱う素材・作製するものによって、道具が若干異なる。

### 切るための道具
- ニッパー
- くいきり

### 曲げるための道具
- ペンチ
  - 電気工事用ペンチ - ホームセンター等でよく見かけるペンチ。
  - ラジオペンチ - 先端が細くなっているペンチ。まっすぐな物と、先が曲がったものがある。
- 手芸用（ワイヤークラフト用）ペンチ
  - 丸ペンチ - 先が丸いペンチ。針金で綺麗な丸やうず巻きを作りたい時に使用する。
  - 平ペンチ - 先が平たいペンチ。針金を鋭角に曲げたい時や圧迫したい時に使用する。
  - やっとこ
- ペグボード - 板上に等間隔に穴が開いていて、棒を数箇所に挿して使用するもの。好きな模様が作れる。